# Szecsuáni bozótposzáta
A szecsuáni bozótposzáta (Locustella chengi) a verébalakúak (Passeriformes) rendjébe, ezen belül a tücsökmadárfélék (Locustellidae) családjába és a Locustella nembe tartozó faj. 13 centiméter hosszú. Közép-Kína alacsonyabb hegyvidékének (2200 méteres tengerszint feletti magasság alatt) bokros területein él. Többnyire rovarokkal táplálkozik.

## Fordítás
- Ez a szócikk részben vagy egészben  a   Sichuan bush warbler című angol Wikipédia-szócikk fordításán alapul.  Az eredeti cikk szerkesztőit annak laptörténete sorolja fel. Ez a jelzés csupán a megfogalmazás eredetét és a szerzői jogokat jelzi, nem szolgál a cikkben szereplő információk forrásmegjelöléseként.